# Lipedema

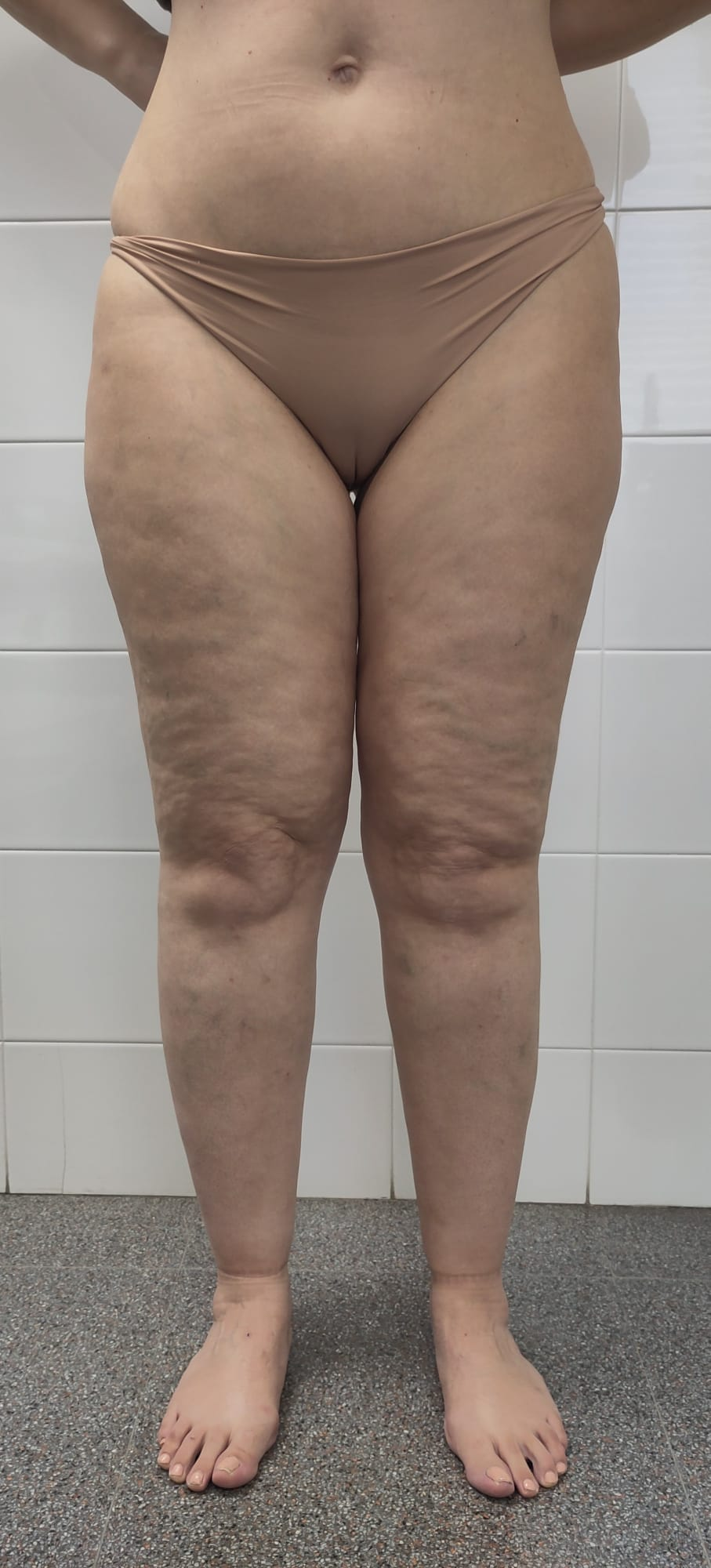
Lipedema tipo III (y afectando principalmente a los muslos), grado 1.

El lipedema (del griego antiguo "Inflamación de la grasa" de λίπος lipos "grasa" y οἴδημα, oídēma, "hinchazón") es una enfermedad crónica y degenerativa. Se caracteriza por la atípica y simétrica acumulación de tejido adiposo en las piernas, y puede asociarse con lipohipertrofia. Además, los brazos también pueden verse afectados en un estado avanzado.
Es una enfermedad inflamatoria debido a la acumulación de grasa que en ocasiones colapsa el sistema linfático y produce un linfedema añadido (lipolinfedema). Existe dolor y sensibilidad, así como la tendencia a moretones de fácil aparición por la fragilidad capilar. Sin embargo, la salud puede resultar perjudicada por el aumento de la vulnerabilidad y la inflamación del tejido adiposo y por lo tanto puede aumentar la disposición para el linfedema. 
El lipedema se produce casi exclusivamente en las mujeres, después de la pubertad, después del embarazo o la menopausia, también la toma de anticonceptivos con estrógenos podría desencadenarlo. Los cambios hormonales, así como una predisposición genética, se supone que son las causas.
El lipedema no es el resultado de tener sobrepeso u obesidad. Tampoco responde a dietas ni ejercicio, puesto que la grasa del lipedema no es celulitis. Existe gran confusión entre la celulitis, la obesidad, el linfedema y el lipedema. El lipedema es una enfermedad poco conocida, que no está oficialmente reconocida en muchos países, y que suele ser incorrectamente diagnosticado como obesidad. A pesar de que este trastorno se conoce desde mediados del siglo XX, hasta el 8 de mayo de 2018 la OMS no incluía tanto el lipedema como el lipolinfedema en el CIE-11 (Clasificación internacional de enfermedades).

## Clasificación
Existen varias clasificaciones publicadas. Es importante señalar que los tipos pueden cambiar de una a otra. En la clasificación de Schingale (2003):
- Tipo 1: el tejido adiposo se concentra en la zona de los glúteos y las caderas (fenómeno llamado pantalones de montar)
- Tipo 2: Lipedema llega hasta las rodillas, hay formación de lóbulo de grasa en el interior de la rodilla
- Tipo 3: Lipedema va desde las caderas hasta los tobillos
- Tipo 4: brazos y piernas se ven afectados hasta las muñecas / tobillos, con excepción de los pies y las manos
- Tipo 5: Lipolinfedema con un aumento de la retención de agua en las manos y pies.

## Evolución de las lesiones
Clasificación de Schmeller & Meier-Vollearth 2004:
- Estadio 1: superficie de la piel celulítica, conocida comúnmente como piel de naranja
- Estadio 2: superficie de la piel con abolladuras más grandes, "síndrome del edredón" [2],
- Estadio 3: grandes deformaciones y colgajos de la piel

## Otros síntomas
- hinchazón simétrica y esponjosa
- grasa blanda al tacto y la presión
- tendencia a la formación de hematomas con un mínimo trauma
- cuando está en una etapa avanzada se percibe fría
- dependiendo de la etapa de la celulitis, puede haber colchones o grandes lóbulos de grasa
- hay grandes alteraciones debido a los lóbulos de grasa
- en caso de perdida de peso del paciente, no se aprecia cambio de volumen en las extremidades afectadas

## Diagnóstico diferencial
El diagnóstico es fundamentalmente clínico por la exploración e historia de cada paciente. 
El diagnóstico diferencial incluye:
- Linfedema primario. El edema afecta a dorso de pies y dedos. En estos pacientes el signo de Stemmer (la incapacidad de pellizcar la piel del dorso del 2 dedo de pie) es positivo.
- Obesidad. Hasta en un 50% de las pacientes puede coexistir sobrepeso.
- Phlebedema. Debido a una Insuficiencia Venosa Crónica.El Phlebedema produce salida de líquidos (extravasación) a nivel de la mitad inferior de la pantorrilla, y puede tener aspecto parecido al Lipedema.
- Paniculopatia Edemato Fibro Esclerótica PEFE ("celulitis"). Puede acompañarse de piel de naranja pero no suele haber dolor.

Es importante evitar confundir esta enfermedad con una simple celulitis o con edema por retención de líquidos.

## Origen
Las causas del lipedema son desconocidas. Probablemente hay factores de riesgo relacionados con la herencia genética, ya que el lipedema se da con más frecuencia cuando los individuos afectados tienen parentesco en primer y segundo grado con otras personas también afectadas por la enfermedad. El lipedema parece estar relacionado con la influencia de hormonas como el estrógeno y progesterona, ya que se produce exclusivamente después de la pubertad y en gran medida en las mujeres.

## Terapia
- La terapia de compresión a través del uso de medias de compresión combinadas con deporte.
- Drenaje linfático manual si hay afectación linfática (lipolinfedema).
- La normalización del peso siempre que sea posible.
- Terapia respiratoria.
- Rehabilitación linfológica.
- Los aparatos de compresión no están indicados.

Se puede llevar a cabo un tratamiento quirúrgico mediante liposucción, pero no puede ser una liposucción convencional ya que ésta puede destruir los vasos linfáticos ocasionando linfedema. Debe ser liposucción tumescente o WAL, que preserva con cuidado el no tocar el sistema linfático.